# Belfast Telegraph
El Belfast Telegraph és un diari publicat a Belfast, Irlanda del Nord, des del 1870. Segons dades de l'empresa editora, Independent News & Media, l'any 2017 tenia una circulació diària de 36.403 exemplars, amb 155.000 lectors. La seva versió en línia tenia aquell mateix any 3,4 milions de visitants únics, amb 16,8 milions de pàgines vistes.
Va ser publicat per primera vegada com a Belfast Evening Telegraph l'1 de setembre de 1870 pels germans William i George Baird. La seva primera edició tenia quatre pàgines dedicades a la guerra francoprussiana i les notícies locals. L'edició de tarda del diari es coneixia com a Sixth Late i Sixth Late Tele, que era el crit habitual que feien els venedors pel centre de Belfast. Tradicionalment s'ha considerat que el diari ha tingut una editorial d'inclinació unionista. El març del 2000 el grup Independent News & Media, amb seu a Dublín, va comprar el Belfast Telegraph.

## Enllaçoc externs
- Web del Belfast Telegraph